# Лоди-Веккьо
Ло́ди-Ве́ккьо (итал. Lodi Vecchio, ломб. Lod Vèg) — коммуна в Италии, в регионе Ломбардия, подчиняется административному центру Лоди.
Население составляет 7212 человек, плотность населения — 450,75 чел./км². Занимает площадь 16 км². Почтовый индекс — 26855. Телефонный код — 0371.
В городе 12 июля 303 года были казнены святые воины Набор и Феликс.
Покровителями коммуны почитаются святой Вассиан из Лоди и святой апостол Пётр, празднование в четвёртое воскресение октября.